# Parc des Sports (Annecy)
Il Parc des Sports è un impianto sportivo polifunzionale ed il più grande stadio di Annecy. Ospita le gare casalinghe dell'Annecy, squadra che milita nella seconda serie del calcio francese. In passato è stato anche la casa dell'Évian TG società ormai scomparsa, la quale ha militato nella massima serie francese dal 2011 al 2015.
Lo stadio è inoltre dotato di una pista di atletica, lunga 400 metri, che circonda il campo.

## Storia
I lavori di costruzione dello stadio sono stati avviati nel 1958, nonostante il progetto dello stadio fosse stato ideato già nel 1930. L'inaugurazione dell'impianto è avvenuta il 18 luglio 1964 con una gara di atletica tra Italia e Francia.
Nel 1987, 1993, 1994 lo stadio ha ospitato il campionato francese di atletica.
A livello internazionale ha ospitato i Campionati del mondo juniores di atletica leggera nel 1998, la Coppa Europa di atletica leggera nel 2008 ed il DécaNation nel 2010.